# 覺察減壓
覺察減壓（Mindfulness-Based Stress Reduction, 簡稱 MBSR) 、以Mindfulness為基礎之壓力減低，是一個為期八週、有實證基礎的課程計畫，可提供非宗教性、密集的覺察訓練，以幫助有壓力者、焦慮者、憂鬱者和疼痛者。覺察減壓由喬·卡巴金（Jon Kabat-Zinn）教授於1970年代在麻塞諸塞州大學的醫學中心開發此課程，它結合了覺察冥想、身體意識、瑜伽來對行為、思維、感覺和行動方式進行探索。覺察可以理解為對當前經驗的非判斷性接受和當下經驗，包括身體覺知、內在心智狀態、思想、情緒、衝動和記憶，目的是減少壓抑或苦惱，並增加幸福感。覺察冥想是一種培養注意力、發展情緒調控、和減少沉思和憂慮的方法。過去的幾十年中，覺察冥想一直是可控的臨床研究主題，有增進心智健康 、和促進身體健康的潛在效果。雖然覺察減壓源自於精神式的引導，但該課程與宗教是無關的 。覺察減壓課程在覺察減壓在1990年發表的著作 Full Catastrophe Living (譯：災難生存法則) 中有詳細描述。

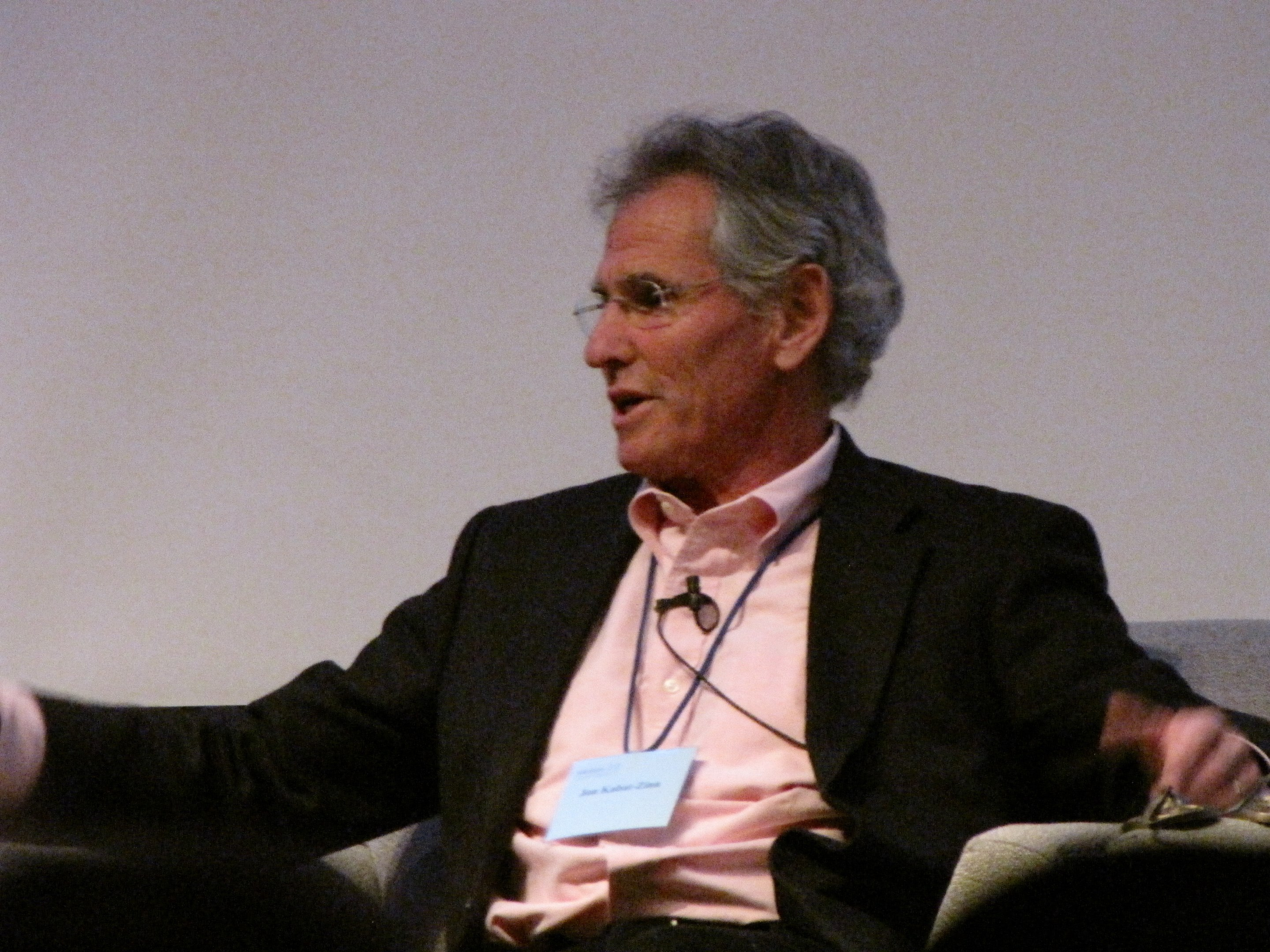
以覺察為基礎的減壓診所的創始人Jon Kabat-Zinn

## 歷史
1979年，喬‧卡巴金在麻州大學醫學中心成立了覺察減壓診所，二十年後他在麻州大學醫學院成立醫學、健康照護、和社會覺察中心。這兩個機構使覺察減壓在全球的醫院得到長遠的發展和實際運用。卡巴金在他1990年最暢銷的著作Full Catastrophe Living(譯：災難生存法則；臺灣目前翻譯此書名為正念療癒力。) 中詳細描述了MBSR計劃課程，該書於2013年以修訂版重新發行。1993年，Bill Moyer 在其 Healing from Within （页面存档备份，存于） (譯：從內在開始治療) 一書中推廣卡巴金的MBSR課程。到了2015年時，全美有將近80%的醫學院都提供了覺察訓練的元素，使得以覺察為主的研究和教育中心的數量越來越多。

## 課程
覺察減壓是一種團體課程，著重於以漸進方式獲得有關覺察的注意覺知。覺察減壓是一個為期八週的工作坊課程，由經認證的培訓師講授，內容包括每週2.5小時的團體會議、在第六週和第七週中的一日靜修(含7小時的覺察訓練)、每天45分鐘的在家練習作業、和三種正式技術的指導：覺察冥想、身體掃描及簡單的瑜伽姿勢。課程的重點透過團體討論和探索而獲得覺察的練習經驗和生活應用。前四週的課程重點在於身體掃描，此為正式的覺察技術，它需要安靜地坐著或躺著，並有系統地將注意力集中在身體的各個部位，即注意力從腳趾頭開始，然後慢慢向上移動到頭頂。覺察減壓基本上是無評斷、不費力、接受、放下、初學者心態、耐心、信任、和非自我中心。
喬·卡巴金認為覺察減壓的基礎是覺察，他對「覺察」的定義是「當下、無評斷的覺知 (moment-to-moment, non-judgmental awareness)」。課程中，參加者需在日常生活中練習覺察、併入覺察。專注於當下，可以增加對環境的敏感度和反應能力，進而強化自我管理和因應能力。覺察亦提供沉思過去和擔心未來的出口，並打破適應不量的認知過程。
羅伯特·薩波斯基在其專書「為什麼斑馬不會得到潰瘍？」(Why Zebras Don't Get Ulcers) 中為非專業的讀者進行探究，可提供減壓效果和壓力起源的科學實證。覺察冥想可顯著地降低心理壓力，亦可防止因心理壓力而導致的相關生理變化和生物學臨床表現。

## 覺察練習之推廣
根據《時代》雜誌2014年的一篇文章，覺察冥想在平常不會冥想的人們中越來越流行。喬·卡巴金在麻州大學醫學中心開設的課程已經培養了將近1,000名獲得覺察減壓認證的講師，這些講師遍布美國每個州和30多個國家。例如 General Mills 公司已為其員工提供冥想的空間；民主黨國會議員提姆·瑞安則在2012年出版了一本名為「覺察國家 (A Mindful Nation)」之專書，他在國會山莊協助並組織了定期的團體冥想活動。

## 覺察練習之方法
醫院、靜修中心和各種瑜伽場館都已提供覺察減壓的課程。這些課程都很注重以下的教學內容：
1. 以身心覺知來減輕生理壓力、疼痛或疾病。
2. 實際體驗壓力和苦惱以減少情緒反應。
3. 以鎮定來面對人類生活中自然發生的變化和損失。
4. 日常生活中的無評斷覺知。
5. 隨時保持寧靜和清明。
6. 體驗更快樂的生活並獲得內在療癒能量。
7. 覺察冥想。

## 效果評估(相關研究成果)
覺察方法有益於健康的成年人、青少年和兒童，並可改善如飲食失調、精神疾病、疼痛管理、睡眠障礙、癌症照護、心理壓力等的各種健康問題。覺察議題已經逐漸成為研究顯學，學術機構在2003年發表了52篇論文，到了2012年已增加到477篇論文。2014年初則已經發表了近100篇隨機對照實驗的實證研究論文。
研究證實，覺察減壓方法可使大專學生減輕心理壓力(此年齡常見心理壓力)。有研究指出8週覺察減壓 (MBSR) 的效果可多延長兩個月。
覺察減壓技術可對飲食失調者有幫助，亦會改善人們對自己身體的看法。MBSR 注重有效的因應技巧，可透過自我同情來改善人際關係、正向影響一個人的身體形象、和增進幸福感。
研究證實，覺察訓練可增進壓力下的聚焦能力、注意力和工作能力，覺察也對心血管健康有潛在益處。有證據顯示，覺察冥想有益於抑制藥物濫用和改善全身肌肉無力。
此外，最近的研究顯示，覺察減壓會增進照護者(尤其是母親)、抵抗藥物濫用的年輕人之自我同情心和幸福感。覺察介入會使母親的壓力有所減輕，學會與自己相處，進而改善人際關係。
覺察減壓不只影響獨自奮鬥者和其相關的人，也會正面影響健康的族群。2019年，Roca 等人研究參與8週覺察減壓課程的健康族群，結果將 MBSR 分成五個面向：覺察、同情、心理幸福感、心理苦惱、和情緒認知控制，並以問卷方式觀察包含這五個面向的心理功能。整體來說，覺察和幸福感是最重要的測量變項。
覺察介入及其影響是非常流行的，尤其覺察已是學術上的顯學。在訪談平均年齡為11歲的兒童之後，可發現覺察有助於他們調節情緒，且兒童們認為，如果學校和老師可介紹和融入越多的覺察，他們便能購更容易地應用覺察的原理原則。
如前所述，覺察可增加同情心，而高度的自我同情心則會大幅度地減低壓力和增進自我覺知能力，這些狀況會發生在課程當中或課程之後。由此可知，覺察減壓可以直接地或間接地提高自我同情心。
在華人相關學術領域中，2020年出版學術性的文獻探討及探索性因素分析之實證研究，Mindfulness中譯釐正為覺察之佛學與科學實證檢驗：覺察與正念判準量表之研發 （页面存档备份，存于），探討覺察與正念的關係，研究者指出：Mindfulness 之中文翻譯為覺察，佛學專有用語之「正念」確實有評斷正確、正當的正向積極之意，覺察與正念有關，正念可包含覺察，但覺察卻無法包含並代表正念，兩者不能混為一談。該研究中並發展覺察與正念判準量表，用以明確區分覺察與正念為兩個不同面向。